# خوانا إينيس دي لا كروث

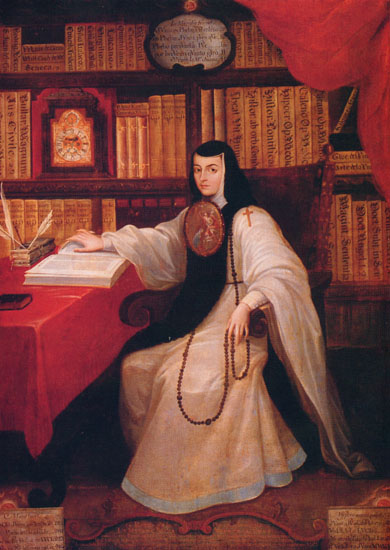
لوحة تصور خوانا إينيس دو لا كروز من رسم ميغويل كابريرا

سور خوانا إينيس دي لا كروث (بالإسبانية: Juana Inés de la Cruz)‏ عاشت في الفترة بين (12 نوفمبر 1651 - 17 أبريل 1695) كانت باحثةً وطالبةً درست الفكر العلمي والفلسفة والتلحين الموسيقي وشاعرة ذاتية التعليم تتبع المدرسة الباروكية وراهبة في إسبانيا الجديدة. على الرغم من أنها عاشت في العهد الذي كانت تعدّ فيه المكسيك الحالية جزءا من الإمبراطورية الإسبانية، فإنها تعدّ اليوم كاتبة مكسيكية من رواد الأدب المكسيكي في اللغة الإسبانية.
عاشت سور خوانا خلال الفترة الاستعمارية للمكسيك ما جعل منها مُساهِمةً في بداية الأدب الإسباني وفي أدب العصر الذهبي الإسباني. تحدثت سور خوانا اللغة اللاتينية بطلاقة بداية من دراستها في سن مبكرة وألفت كتبا بلغة ناواتل أيضًا، أصبحت تعرف بفلسفتها منذ سن المراهقة. علّمت سور خوانا نفسها في مكتبتها الخاصة التي ورثت أغلبها عن جدها. بدأت سور كتابة الشعر والنثر بمواضيع مثل الحب والنسوية والدين بعد انضمامها إلى دير للراهبات في عام 1667. حولت دير الراهبات إلى صالون قصدته النخبة الفكرية في المدينة ومن بينهم الكونتيسة ماريا لويزا دي باريديس فيكرين في المكسيك. أدى انتقادها لكراهية النساء من قبل الرجال وكذبهم إلى إدانتها من قبل أسقف بويبلا، وأجبرت في عام 1694 على بيع مجموعتها من الكتب والتركيز على الأعمال الخيرية للفقراء. توفيت في العام التالي بعد اصابتها بالطاعون.

## حياتها
ولدت خوانا إينيس في سان ميغيل نيبانتلا (تسمى الآن نيبانتلا دي سور خوانا إينيس دي لا كروث نسبة لها) بالقرب من مدينة مكسيكو. كانت طفلة غير شرعية للكابتن الإسباني بيدرو مانويل دي أسباجي وامرأة لاتينية هي إيزابيل راميريز. غاب والدها عن حياتها كما ذكرت جميع الروايات. عُمِّدت في 2 ديسمبر عام 1651 ووصفت على قوائم المعمودية بأنها (ابنة الكنيسة). امتلك جدها من جهة الأم مزرعة في بلدة أميكاميكا. قضت خوانا سنواتها الأولى في العيش مع والدتها في منزلهما في بانويا.
كانت خوانا تختبئ في كنيسة المزرعة لقراءة كتب جدها عندما كانت طفلة وهو أمر ممنوع على الفتيات. تعلمت كيفية القراءة والكتابة باللغة اللاتينية في سن الثالثة. واجادت الحساب في سن الخامسة، وألقت قصيدة عن القربان المقدس في سن الثامنة.
أتقنت خوانا فلسفة المنطق اليوناني بحلول فترة المراهقة، ودرّست اللغة اللاتينية للأطفال الصغار منذ سن الثالثة عشرة. وتعلمت لغة الآزتك من الناواتل وكتبت بعض القصائد القصيرة بتلك اللغة.
اُرسلت خوانا للعيش في مدينة مكسيكو في 1664 بعمر 16 سنة. طلبت الإذن من والدتها للتخفي بين الطلاب الذكور حتى تتمكن من دخول الجامعة هناك. لم تأذن لها والدتها بالقيام بذلك وواصلت دراستها بنفسها. عملت كمساعدة للشخصيات المهمة تحت وصاية فيكرين ليونور كاريتو زوجة نائب ملك إسبانيا أنطونيو سبستيان دي توليدو. دعا نائب الملك ماركيز دي مانسيرا الذي رغب في اختبار علم وذكاء الفتاة البالغة من العمر 17 عامًا العديد من رجال الدين اللاهوتيين ورجال القانون والفلاسفة والشعراء لحضور اجتماع وجب عليها خلاله الإجابة على العديد من الأسئلة دون تحضير مسبق وشرح العديد من الأسئلة الصعبة بمختلف المواضيع العلمية والأدبية. أدهشت الطريقة التي جاوبت بها جميع الحاضرين وزادت شهرتها إلى حد كبير. وسّعت نجاحاتها الأدبية شهرتها في جميع أنحاء إسبانيا الجديدة. حظيت بإعجاب كبير في المحكمة القضائية وتلقت عدة عروض للزواج لكنها رفضت.

### حياتها كراهبة
دخلت دير القديس يوسف في عام 1667، حيث بقيت هناك بضعة أشهر فقط. دخلت في وقت لاحق عام 1669 دير الراهبات الدومنيكان حيث كانت القواعد أقل تعقيدًا. اختارت أن تصبح راهبة حتى تتمكن من الدراسة حسب رغبتها، فقد أرادت «ألا يكون لها أي وظيفة ثابتة قد تقيد حريتها في الدراسة».
أصبحت سور خوانا وزميلها دون كارلوس دي سيغوينزا إي غونغورا صديقين حميمين خلال حياتها في الدير وربما منذ وقت سابق. سكنت في دير سانتا باولا في مدينة مكسيكو من عام 1669 وحتى وفاتها، درست هناك وكتبت وجمعت مكتبة كبيرة من الكتب. أصبح نائب الملك في إسبانيا وزوجته رعاة لها ودعماها لتنشر كتاباتها في إسبانيا. وجهت بعض قصائدها إلى لوحات صديقتها التي كانت ترعاها (ماريا لويزا مانريك دي لارا إي غونزاغا) وإينيس ماريا مانريك كونتيسة باريديس التاسعة.

## أعمالها

### «الحلم الأول»
«الحلم الأول» هو شعر فلسفي وصفي طويل.

### الأعمال الدرامية
بالإضافة إلى أعمالها الكوميدية (بيادق المنزل والحب أكثر من متاهة) يُنسب لسور خوانا تأليف نهاية الدراما الكوميدية: القوادة الثانية. ابتكر غييرمو شميدهوبر في التسعينيات نوعا من الكوميديا التي تضمنت نهاية مختلفة عن النهاية المعروفة. اقترح عرض كتاب الألف كلمة التي كتبتها سور خوانا، قبِلَ بعض النقاد الأدبيين مثل أكتافيو باث أن تكون سور خوانا مؤلف مشارك، لكن رفض البعض الآخر مثل أنطونيو الآتوري ذلك.

### الأعمال الكوميدية
وصف جولي غرير جونسون في مقال علمي حمل عنوان (فكاهة في المستعمرات الإسبانية في أمريكا: سور خوانا إينيس دي لا كروز) كيف انتقدت سور خوانا العلاقة المقيدة جدا بين الجنسين من خلال أعمالها الكوميدية الطويلة. وعلى الرغم من أن الأعمال الدرامية الأدبية «أصبحت علمانية واتجهت نحو المواضيع الأخلاقية» غالبًا ما ظهرت النساء كشخصيات كوميدية ومثّلن سلوكا سلبيا. اعتُبر السلوك السيء خطيرًا لكن كان يُعتقد أن عرض ارتكاب الحماقات في سياق دعابة يجعلها أكثر قبولا بالنسبة للمرأة. عززت الفكاهة «سلطة الذكور وحاولت السيطرة على الحياة الجنسية للإناث»، لم تكن سور خوانا متحمسة لذلك وكان هذا الموقف لصالحها في النهاية. وسعت من خلال إدراكها لتأثير الضحك «إلى استخدامه لصالح النساء المستعمرات» قائلة إنّ الفكاهة «لديها القدرة على محو الخلاف أو حتى إسكات المعارضين في الرأي»، وتمكنت من خلال استخدامها للفكاهة من «لفت الانتباه إلى عدم المساواة بين الذكور والإناث تبعا لقيود الأنوثة المفروضة عليهن».

### «بيادق المنزل»
عُرض العمل لأول مرة في 4 أكتوبر عام 1683 أثناء الاحتفال بولادة الابن الأول لنائب الملك. ذكر بعض النقاد أن العمل قد أُعدّ لمناسبة زيارة رئيس الأساقفة فرانسيسكو دي أغيار سيخاس إلى العاصمة، لكن هذا الكلام غير موثوق.
تدور القصة حول اثنين من العشاق الذين لا يمكنهما الزواج بسبب القدر. تعتبر كوميديا الأخطاء هذه واحدة من أبرز الأعمال الأدبية الإسبانية الأمريكية. أكثر صفات هذه القصة غرابة هي أن الشخصية الأساسية امرأة تملك شخصية قوية وصاحبة قرار تعبر عن رغباتها لراهبة. أدّت بطلة القصة دونا ليونور دورها بدقة عالية. غالبًا ما يُعتبر هذا العمل باكورة أعمال سور خوانا وباكورة كل الأدب الجديد ذو الأصول الإسبانية. تعتبر بيادق المنزل عملاً نادراً في المسرح الاسباني الأمريكي بسبب عرضها المؤامرات وتمثيلها النظام المعقد للعلاقات الزوجية والتغيرات في الحياة المدنية.

### «الحب أكثر من متاهة»
عُرض العمل للمرة الأولى في 11 فبراير عام 1689 خلال احتفال تنصيب نائب الرئيس غاسبار دي لا سيردا ميندوزا. ذكر ايزيكيل شافيز في مقالة له أن فرنانديز ديل كاستيلو كان مؤلف مشارك في هذه الكوميديا.
يتناول العمل موضوع ثيسيوس المعروف في الأساطير اليونانية وهو بطل جزيرة كريت. يحارب البطل مينوتور وينال حب أريادني وفيدرا. صَوّرت سور خوانا ثيسيوس كبطل باروكي نموذجي، استخدم هذا النموذج أيضًا مواطنها خوان رويس دي ألاركون. لم يجعل انتصار ثيسيوس على مينوتور منه فخورًا إنما سمح له بالتواضع.

### موسيقى سور خوانا
اهتمت سور خوانا بالعلوم والرياضيات والموسيقى إلى جانب الشعر والفلسفة. مثّلت الموسيقى جانبًا مهمًا من حياتها ليس فقط لأن الموسيقى كانت جزءًا أساسيا من شعر ذلك العصر بل لأنها كرست جزءًا مهمًا من دراساتها لنظرية ضبط الاصوات وحققت نتائج هامة جدا. شاركت سور خوانا في دراسة الموسيقى وكتبت مقالًا بعنوان (الحلزون) سعت من خلاله إلى تبسيط التدوين الموسيقي وحل المشكلات التي عانت منها طرق فيثاغورس لضبط النغمات.

## روابط خارجية
- خوانا إينيس دي لا كروث على موقع الموسوعة البريطانية (الإنجليزية)
- خوانا إينيس دي لا كروث على موقع ميوزك برينز (الإنجليزية)
- خوانا إينيس دي لا كروث على موقع إن إن دي بي (الإنجليزية)
- خوانا إينيس دي لا كروث على موقع ديسكوغز (الإنجليزية)